# Луїджі Тенко
Луїджі Тенко (італ. Luigi Tenco) (Кассіне, 21 березня 1938 — Сан-Ремо, 27 січня 1967) — італійський пісняр, композитор.

## Біографія
Луїджі Тенко народився від позашлюбного зв'язку матері Терези, яка працювала офіціанткою в багатій родині Турина (сім'я Miккa), з Фердинандом (1921–1983), шістнадцятирічним хлопцем з цієї сім'ї. Матір вигнали, вона повернулася до міста Кассіне, де вийшла заміж за Джузеппе Тенко, який помер за обставин, які не були повністю з'ясовані, перш ніж народився Луїджі. До цього вже був син, Валентин.
Раннє дитинство Луїджі Тенко пройшло в Кассіне і Рикальдоне, поки в 1948 році родина не переїхала до Лігурії в район Нерві в Генуї, де його мати відкрила винний магазин. Перша середня школа-гімназія Андреа Доріа, а потім осягав науки у ВНЗ. 
У 1953 році Луїджі заснував музичну групу. Він почав грати на саксофоні в 1957 році. Після 1958 року працював у групі з Devils Rock Граціано Грассі, на прізвисько Рой, Джино Паолі на барабанах і гітарі. Він навчався на факультеті машинобудування, потім з політології. В цей період він виступав в сучасному джазі. У 1959 році він переїхав до Мілана. Записав альбом з чотирма піснями. У 1963 році вступив у зв'язок з молодою актрисою Стефанією Сандреллі. В початку 1965 року, другий раз знімається в музичному фільмі «008: Операція ритму», Тулліо П'ячентіні. У 1965 році після декількох відстрочок, він залишив військову службу, яку він закінчив, у зв'язку з госпіталізацією. З серпня 1966 року Луїджі знайомиться з італо-французькою співачкою Далідою. Ця зустріч відіграла важливу роль в артистичній кар'єрі Тенко і в його житті в цілому. Народжується ідея спільного виступу Даліди й Луїджі на фестивалі 1967 року в Сан-Ремо. 26 січня він бере участь у XVII фестивалі в Сан-Ремо — пісня Тенко «Ciao amore, ciao» виявляється на дванадцятому місці, і негайно ж виключається з конкурсу спочатку журі (38 голосів з 900 можливих). 27 січня близько 2.15 годин Даліда знаходить Луїджі мертвим у номері готелю Savoy. За офіційною версією, співак покінчив самогубством, пустивши собі кулю в голову з «вальтера», придбаного ним раніше в цілях самозахисту. Перед смертю Луїджі залишив записку: "Я любив італійську публіку, і їй безглуздо присвятив 5 років мого життя".

## Дискографія
Дискографію було укладено з:

### Сингли
- 1959.03.24 Mai/Giurami tu/Mi chiedi solo amore/Senza parole (EP) (Dischi Ricordi ERL 127 ; nagrany z zespołem I Cavalieri)
- 1959.03.24 Mai/Giurami tu (Dischi Ricordi SRL 10.031)
- 1959.03.24 Mi chiedi solo amore/Senza parole (Dischi Ricordi SRL 10.032)
- 1959 Amore/Non so ancora/Vorrei sapere perché/Ieri (EP) (Dischi Ricordi ERL 135)
- 1959.06.17 Amore/Non so ancora (Dischi Ricordi SRL 10.044)
- 1959.06.17 Vorrei sapere perché/Ieri (Dischi Ricordi SRL 10.045
- 1960 Tell me that you love me/Love is here to stay (Round Table RT 0011; jako Gordon Cliff)
- 1960.10.25 Quando/Sempre la stessa storia (Dischi Ricordi SRL 10.122; jako Dick Ventuno)
- 1961 marzec Il mio regno/I miei giorni perduti(Dischi Ricordi SRL 10.148)
- 1961 marzec Quando/Triste sera (Dischi Ricordi SRL 10.182)
- 1961 maj Una vita inutile/Ti ricorderai (Dischi Ricordi SRL 10.187)
- 1961 lipiec Ti ricorderai/Quando (Dischi Ricordi SRL 10.211)
- 1961 październik Ti ricorderai/Se qualcuno ti dirà (Dischi Ricordi SRL 10.214)
- 1961 Quando/Se qualcuno ti dirà/Ti ricorderai/I miei giorni perduti (EP) (Dischi Ricordi SRL 176)
- 1961 grudzień Senza parole/In qualche parte del mondo (Dischi Ricordi ERL 10.221)
- 1962.01.25 Come le altre/La mia geisha (Dischi Ricordi ERL 10.230)
- 1962.07.02 In qualche parte del mondo (Dischi Ricordi EC 2)
- 1962.09.10 Quello che conta/Tra tanta gente/La ballata dell’eroe (Dischi Ricordi SRL 10.271)
- 1962 listopad Angela/Mi sono innamorato di te (Dischi Ricordi SRL 10.290)
- 1962 listopad Quando/Il mio regno Dischi Ricordi SRL 10.292)
- 1963 wrzesień Io sì/Una brava ragazza (Dischi Ricordi SRL 10.319)
- 1964.04.15 Ragazzo mio/No, non è vero (Jolly J 20235)
- 1964 Ho capito che ti amo/Io lo so già (Jolly J 20260)
- 1965 Non sono io/Tu non hai capito niente (Jolly J 20313)
- 1966 Un giorno dopo l’altro/Se sapessi come fai (RCA Italiana PM 3349)
- 1966 Lontano lontano/Ognuno è libero (RCA PM 3355)

##### Посмертні публікації
- 1967 Ciao amore, ciao/E se ci diranno (RCA PM 3387)
- 1967 luty Quando/Mi sono innamorato di te (Dischi Ricordi SRL 10.377)
- 1967 luty Ti ricorderai/Angela (Dischi Ricordi SRL 10.378)
- 1967 Guarda se io/Vedrai vedrai (RCA PM 3391)
- 1967 Io vorrei essere là/Io sono uno (RCA PM 3419)
- 1967 listopad Se stasera sono qui/Cara maestra (Dischi Ricordi SRL 10.477)
- 1968.04.04 Pensaci un po’/Il tempo dei limoni (Dischi Ricordi SRL 10.494)
- 1970 Vedrai vedrai/Ah... l’amore l’amore (Jolly J 20467)
- 1984 Più m’innamoro di te/Serenella/Più m’innamoro di te (CGD 15164)

### Альбоми
- 1961 Tutte le canzoni di Sanremo (Dischi Ricordi MRL 6007)
- 1962.11.11 Luigi Tenco (Dischi Ricordi MRL 6023)
- 1965.05.14 Luigi Tenco (Jolly J 5045) Wydany na podwójnym cd w 2003 roku jako Luigi Tenco łącznie z albumem Luigi Tenco canta Tenco, De André, Jannacci, Bob Dylan (1972)
- 1966 Tenco (RCA S 3)

##### Посмертні публікації
- 1967 Ti ricorderai di me (Dischi Ricordi MRP 9031)
- 1967.07.22 Se stasera sono qui (Dischi Ricordi MRP 9033)
- 1969.11.26 Pensaci un po' (Dischi Ricordi MRP 9065)
- 1972 Luigi Tenco (RCA INTI 1502)
- 1972.11.14 Luigi Tenco canta Tenco, De André, Jannacci, Bob Dylan (Joker SM 3427)
- 1977.07.10 Agli amici cantautori (UP LPUP 5101)
- 1982 Profili musicali: Luigi Tenco (Dischi Ricordi SRIC 006)
- 1984 Luigi Tenco (3CD) (Dischi Ricordi AORL 38725/1/2/3)
- 2002 Tenco